# Гуннарссон, Сюзанна
Сюзанна Гуннарссон (урожденная Виберг; швед. Susanne Gunnarsson, род. 8 сентября 1963, г. Катринехольм, Швеция) — шведская гребчиха на байдарках. Сюзанна участвовала несколько раз на летних Олимпийских играх: в 1984 году Лос-Анджелесе и в в 1992 году Барселоне она выиграла серебро (1984: Б-4 500 м; 1992: Б-2 500 м), затем в Атланте в 1996 году она выиграла золотую медаль (Б-2 500 м, вместе с Агнетой Андерссон).
Гуннарссон также участвовала в чемпионате мира по гребле на байдарках и каноэ, где она выиграла девять медалей: одну золотую медаль (Б-1 5000 м: Копенгаген, 1993 год), три серебряных (Б-2 200 м: 1995, Б-2 500 м: 1981, Б-4 200 м: 1998), и пять наград бронзового достоинства (Б-1 500 м: 1995, Б-2 500 м: 1983, 1995, Б-2 1000 м: 1998, Б-4 500 м: 1981).